# Francisco Javier Varela Salas
Francisco Javier Varela Salas (Puertollano, Ciudad Real, 15 d'agost de 1952) és un general d'exèrcit, que ostenta dit ocupació militar i la Prefectura d'Estat Major de l'Exèrcit de Terra d'Espanya (JEME) des del 31 de març de 2017.

## Biografia
Francisco Javier Varela Sales va néixer en Puertollano (província de Ciudad Real), el 15 d'agost de 1952. Va ingressar en la Acadèmia General Militar de Saragossa en 1973, Promoció XXXIII, passant després per la d'Infanteria i aconseguint l'ocupació de tinent d'infanteria en 1978. El 31 de març de 2017 va ser designat general d'exèrcit del Cos General de l'Exèrcit de Terra d'Espanya, prenent possessió del seu càrrec el 3 d'abril.
Diplomat en Estat Major de l'Exèrcit de Terra, compta amb formació militar especialitzada com bussejador d'assalt, comandament d'operacions especials i paracaigudista, cap-especialista de carros de combat, formació en operacions psicològiques per a oficials i ha realitzat estudis avançats d'Infanteria en els Estats Units. També ha rebut la capacitació necessària que li ha permès fer classes com a professor de la Escola de Muntanya i Operacions Especials de l'Exèrcit de Terra.
Es va convertir en capità l'any 1981, comandant deu anys després, tinent coronel en 1998 i va ser ascendit a coronel en 2005.
Va obtenir la seva primera destinació en la Companyia d'Operacions Especials n. 41, situada en Barcelona, prestant posteriorment serveis a l'Escola Militar de Muntanya, el Regiment d'Infanteria Aerotransportable “Isabel La Catòlica” nº 29, la Inspecció d'Infanteria, la Caserna General de la Força d'Acció Ràpida (FAR) i el Estat Major de l'Exèrcit de Terra. Va ser promogut a prefectura de la XIX Bandera d'Operacions Especials de la Legió (BOEL), a la del Grup d'Operacions Especials “Maderal Oleaga” XIX i va ocupar les prefectures d'Estat Major del Comandament d'Operacions Especials, de la Força d'Acció Ràpida i de la Força Terrestre de l'Exèrcit de Terra (FUTER).
Va accedir al generalat l'any 2009, estant destinat fins a febrer de 2011 en la prefectura de la Brigada de la Legió «Rey Alfonso XIII». En 2011, com a general de divisió, va ser designat cap del Comandament de les desaparegudes Forces Lleugeres de l'Exèrcit de Terra (actualment Divisió «Castillejos»), mantenint-se en aquesta destinació fins al mes de juliol de 2014. En aquest any, ja com a tinent general es va posar al capdavant de la Força Terrestre de l'Exèrcit de Terra, la caserna general de la qual es troba en la ciutat de Sevilla, assumint el comandament del Caserna General Terrestre d'Alta Disponibilitat dos anys més tard. Va cessar en aquesta destinació el 31 de març de 2017, en anunciar-se que seria designat cap d'Estat Major de l'Exèrcit de Terra. El maig de 2017 va patir un infart, del qual se'n va recuperar a l'Hospital Militar de Valladolid.
El general Varela Salas també ha estat destinat a diverses missions en l'exterior, entre 1987 i 1988 participa en la primera expedició espanyola a l'Antàrtida. En 1992 va formar part de la Força de Protecció de les Nacions Unides a Croàcia i Bòsnia i Hercegovina durant les guerres de Iugoslàvia. En 1999 i 2001 va ser enviat a Kosovo, en el si de la KFOR. En 2008, a Herat (Afganistan), va participar en la Missió Romeo-Alfa.

## Antecedents Militars
- 1973: Cadet a l'Acadèmia General Militar
- 1976: Alferes
- 1978: Tinent
- 1981: Capità
- 1991: Comandant
- 1998: Tinent Coronel
- 2005: Coronel
- 2009: General de Brigada
- 2011: General de Divisió
- 2014: Tinent General
- 2017: General d'Exèrcit

## Condecoracions
- Gran Creu al Mèrit Militar (Distintivo Blanco).
- Gran Creu de l'Orde al Mèrit de la Guàrdia Civil.
- Gran Cruz de la Reial i Militar Orde de Sant Hermenegild.
- Placa de la Reial i Militar Orde de Sant Hermenegild.
- Encomana de la Reial i Militar Orde de Sant Hermenegild.
- Creu de la Reial i Militar Orde de Sant Hermenegild.
- Creu al Mèrit Militar (Distintiu Blanc). Vuit vegades
- Creu al Mèrit Naval (Distintiu Blanc).
- Medalla de les Nacions Unides (UNPROFOR).
- Medalla OTAN (Kosovo).
- Medalla OTAN (ISAF).
- Creu de Sant Jordi de la República Portuguesa.[5][6]
- Creu al Mèrit Policial (Distintiu Blanc)[7]
- Medalla 18 de Mayo 1811 de la República Oriental de l'Uruguai[8]
- Orde de Serveis Distinguits al Mèrit Militar de la República Argentina (Gran Creu)[9]
- Dues Mencions Honorífiques.